# Brunniella antistes
Brunniella antistes är en insektsart som beskrevs av Bolívar, I. 1905. Brunniella antistes ingår i släktet Brunniella och familjen Pyrgomorphidae. Inga underarter finns listade i Catalogue of Life.